# Nancy Gustafson (esquiadora)
Nancy Gustafson es una deportista estadounidense que compitió en esquí alpino adaptado. Ganó ocho medallas en los Juegos Paralímpicos de Invierno entre los años 1988 y 1994.

## Palmarés internacional
| Juegos Paralímpicos | Juegos Paralímpicos   | Juegos Paralímpicos | Juegos Paralímpicos       |
| Año                 | Lugar                 | Medalla             | Prueba                    |
| ------------------- | --------------------- | ------------------- | ------------------------- |
| 1988                | Innsbruck (Austria)   | Medalla de plata    | Descenso LW6/8            |
| 1992                | Albertville (Francia) | Medalla de oro      | Descenso LW5/7,6/8        |
| 1992                | Albertville (Francia) | Medalla de oro      | Eslalon LW5/7,6/8         |
| 1992                | Albertville (Francia) | Medalla de oro      | Eslalon gigante LW5/7,6/8 |
| 1994                | Lillehammer (Noruega) | Medalla de oro      | Descenso LW6/8            |
| 1994                | Lillehammer (Noruega) | Medalla de oro      | Eslalon LW6/8             |
| 1994                | Lillehammer (Noruega) | Medalla de oro      | Eslalon gigante LW6/8     |
| 1994                | Lillehammer (Noruega) | Medalla de oro      | Supergigante LW6/8        |